# Goddanapura, Nanjangud
Goddanapura là một làng thuộc tehsil Nanjangud, huyện Mysore, bang Karnataka, Ấn Độ.